# Fröhlich-Faktor
Beim Fröhlich-Faktor (FF) – benannt nach Stefan Fröhlich – handelt es sich um eine Kennzahl, um die Performance von (automatischen) Handelssystemen im Backtesting zu messen.

## Formel
Die Formel zur Berechnung des Fröhlich-Faktors lautet:
{\displaystyle FF={\frac {NettoProfit\cdot PercentWinningTrades\cdot (ProfitFactor+(AverageWin/AverageLoss))}{Max.WinningTrade+Max.LoosingTrade+Max.Drawdown}}}
Netto Profit ist der erwirtschaftete Gewinn in der betrachteten Handelsperiode, Percent Winning Trades gibt den Anteil der Trades an, die mit Gewinn abgeschlossen werden konnten, Profit Factor ist das Verhältnis zu Trades mit Gewinn zu solchen mit Verlust. Average Win und Average Loss geben den durchschnittlichen Gewinn bzw. Verlust je Trade an. Unter dem Bruchstrich werden Max. Winning Trade und Max. Loosing Trade eingesetzt, um Verzerrungen des Ergebnisses zu eliminieren und der Max. Drawdown, d. h. der größte Verlust während des Betrachtungszeitraums, berücksichtigt.

## Verwendung
Der Fröhlich-Faktor wird häufig im Performance-Bericht zu einem Handelssystem angegeben.
Nach Stefan Fröhlich sollte der FF bei Intraday-Systemen einen Wert von mindestens 5 und bei EOD-Systemen wenigstens 10 betragen. Ein Wert über 30 sollte kritisch gesehen werden, weil dies auf eine Überanpassung (engl. overfitting) hindeuten kann und ein Handelssystem unter realen Bedingungen dann eine geringere Qualität aufweist.